# ボッチャー記念賞
ボッチャー記念賞（ボッチャーきねんしょう、Bôcher Memorial Prize）は、マクシム・ボッチャーを記念して、アメリカ数学会が1923年に創設した賞である。初期の基金1450ドルは、学会の会員の寄付による。受賞は5年ごとで、過去6年間に北米の学術誌に載った、もしくは学会の会員が著した、優れた解析学の論文に対して送られる。規約は1971年に制定され、1993年に改定された。現在の賞金額は5000ドルである。

## 受賞者
- 1923年 ジョージ・デビット・バーコフ
- 1924年 Eric Temple Bell, ソロモン・レフシェッツ
- 1928年 James W. Alexander
- 1933年 Marston Morse, ノーバート・ウィーナー
- 1938年 ジョン・フォン・ノイマン
- 1943年 ジェス・ダグラス
- 1948年 Albert Schaeffer, ドナルド・スペンサー
- 1953年 Norman Levinson
- 1959年 ルイス・ニーレンバーグ
- 1964年 ポール・コーエン
- 1969年 イサドール・シンガー
- 1974年 Donald Samuel Ornstein
- 1979年 アルベルト・カルデロン
- 1984年 ルイス・カファレリ, Richard Melrose
- 1989年 リチャード・シェーン
- 1994年 Leon Simon
- 1999年 Demetrios Christodoulou , Sergiu Klainerman, Thomas Wolff
- 2002年 Daniel Tataru, テレンス・タオ, Fanghua Lin
- 2005年 Frank Merle
- 2008年 Alberto Bressan, チャールズ・フェファーマン, Carlos Kenig
- 2011年 Assaf Naor, Gunther Uhlmann
- 2014年 サイモン・ブレンドル
- 2017年 Andras Vasy
- 2020年 Camillo De Lellis, Larry Guth, Laure Saint-Raymond
- 2023年 Frank Merle, Pierre Raphaël, イーゴリ・ロドニアンスキー, Jérémie Szeftel